# 帕拉瓜纳半岛

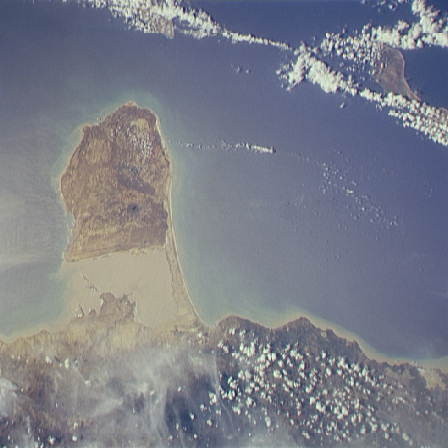
帕拉瓜纳半岛卫星照片。

12°00′N 70°00′W / 12.000°N 70.000°W
帕拉瓜纳半岛（西班牙語：Península de Paraguaná）也作巴拉瓜纳半岛、帕拉古亚纳半岛，位于委内瑞拉西北部，法尔孔州境内。东临加勒比海，西濒委内瑞拉湾，南北长约60公里，海岸线长约300公里，是委内瑞拉最大的半岛。殖民时期该半岛是海盗和走私客的天堂。半岛地势低缓，土地贫瘠，缺乏淡水，人烟稀少。半岛上主要饲养山羊以取羊奶、乳酪和肉为食。羊皮出口，羊粪则制成肥料。沿岸海滩景色秀丽，是委内瑞拉重要旅游景点。
随着石油工业的发展（特别是20世纪50年代和60年代），其经济地位变得越来越重要。输油管从马拉开波湖油田通至半岛西岸的阿穆艾（Amuay）和蓬塔卡尔东（Punta Cardon）的炼油厂，附近曲折的海岸线使得大型油轮能够通行。20世纪60年代，蓬托菲霍（Punto Fijo）发展成为半岛主要的大都市。半岛通过东南端的梅达诺斯地峡与大陆相连，法尔孔州首府科罗（Coro）即位于地峡南端，有高速公路连接半岛上的炼油中心和委内瑞拉主要的高原城市。
2011年，有报道称伊朗在帕拉瓜纳半岛建立导弹基地的计划已经进入实施阶段。基地建成后，伊朗将在基地部署将包括“流星-3”（射程为2000公里），“飞毛腿-B”和“飞毛腿-C”等导弹以及4个可移动的发射架。到时伊朗的导弹将可直达美国境内。